# 13848 Cioffi
13848 Cioffi è un asteroide della fascia principale. Scoperto nel 1999, presenta un'orbita caratterizzata da un semiasse maggiore pari a 2,2659976 au e da un'eccentricità di 0,1647428, inclinata di 4,62396° rispetto all'eclittica.
L'asteroide è dedicato all'insegnante statunitense Jessica Cioffi.